# Dorsale degli Oclini
La Dorsale degli Oclini è un gruppo montuoso che si trova in Trentino-Alto Adige a cavallo tra la provincia di Bolzano e la provincia di Trento.
All'interno del gruppo vi è il passo di Oclini.

## Delimitazioni
Ruotando in senso orario i limiti geografici della Dorsale degli Oclini sono: passo di Lavazè, val Gambis, Cavalese, val di Fiemme, passo di San Lugano, Ora, val d'Adige, Bolzano, val d'Ega, valle del Rio Nero, Passo di Lavazè.

## Classificazione
Secondo la SOIUSA la Dorsale degli Oclini è sottogruppo alpino ed ha la seguente classificazione:
- Grande parte = Alpi Orientali
- Grande settore = Alpi Sud-orientali
- Sezione = Dolomiti
- Sottosezione = Dolomiti di Fiemme
- Supergruppo = Dolomiti Settentrionali di Fiemme
- Gruppo = Altopiano di Nova Ponente
- Sottogruppo = Dorsale degli Oclini
- Codice = II/C-31.V-A.2.a

## Vette

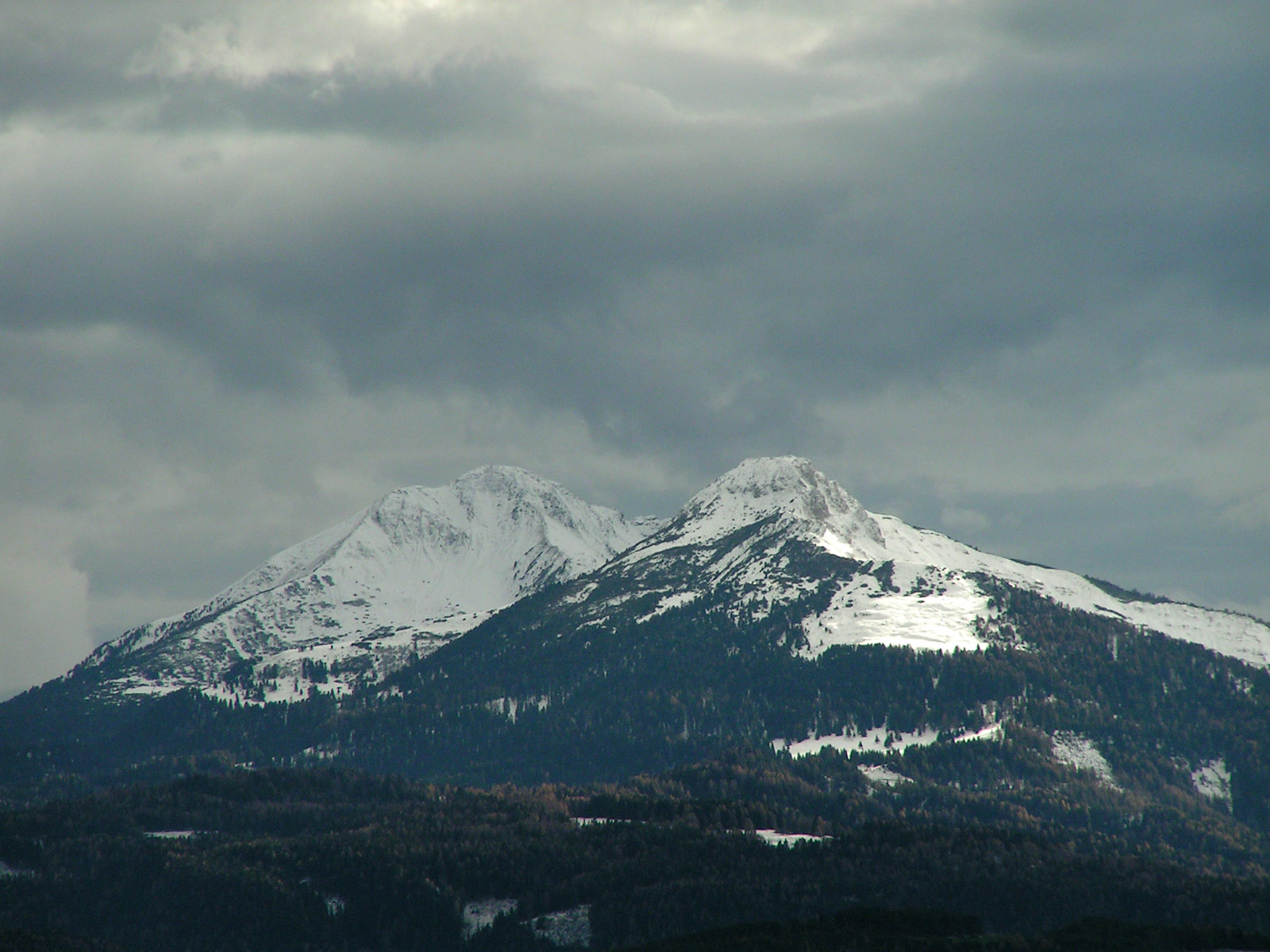
Il Corno Nero (a sinistra) ed il Corno Bianco (a destra).

Le vette principali della Dorsale degli Oclini sono:
- Corno Nero - 2.439 m
- Corno Bianco - 2.316 m
- Monte Pozza - 1.615 m